# Tony Moore (muzikant)
Antony (Tony) Moore (Bristol, 11 oktober 1958) is een Engels singer-songwriter, muzikant en radiopresentator. Hij was een van de eerste leden van Iron Maiden maar werd voor het eerst bekend in 1986, als toetsenist van de band Cutting Crew. In 1997 richtte hij The Kashmir Klub op, een bekende club voor livemuziek in Londen.

## Muziekcarrière
Moore trad in 1977 toe tot Iron Maiden, de eerste band waarmee hij speelde. Al vrij snel concludeerde hij echter dat zijn keyboard onvoldoende bijdroeg aan de band, en dat die eenvoudig geen toetsenist nodig had. Hij verliet daarom Iron Maiden en ging samenwerken met Brian James (van The Damned), met wie hij bij RADAR records een single uitbracht, en als supportact mocht toeren met Black Sabbath en The Stranglers.
Later speelde hij enige tijd met een progressieve-rockband met de naam England. Begin jaren 80 begon hij zijn eigen band, Radio Java, waarmee hij een album opnam in de Abbey Road Studios. Een van de nummers van dit album werd een nummer één-hit in Nederland. De band viel echter uit elkaar nadat het label werd opgeheven.
In 1986 werd Moore uitgenodigd om als toetsenist te spelen in een nieuwe band, Cutting Crew, die een wereldwijde hit scoorde met het het nummer (I Just) Died In Your Arms Tonight, en samen speelde met onder meer The Bangles, Huey Lewis en The News and Starship.
In 2001 hoopte Moore met het zelfgeschreven nummer That's My Love voor Engeland deel te mogen nemen aan het Eurovisiesongfestival, maar hij werd tweede in de nationale voorronde, achter Lindsay Dracass.

## Clubmanagement
In 1997 richtte Moore 'The Kashmir Klub' op in Londen, waar hij een platform bood aan nieuwe en gevestigde artiesten om akoestisch en op een "back tot basics"-manier op te treden, maar met behulp van een uitstekend sound system. Zelf presenteerde hij de liveshows. Al snel werd The Kashmir Klub een bekende plek voor livemuziek. Moore ontving er onder meer de Londense debuutoptredens van Damien Rice, Tom Baxter, Lucie Silvas en KT Tunstall maar ook onaangekondigde optredens van Sheryl Crow, Dave Stewart, Fleetwood Mac, Nik Kershaw, Rick Astley en vele anderen. The Kashmir Klub sloot in 2003 de deuren, toen het gebouw waarin de club gevestigd was, gesloten werd voor renovatie.
In juli van dat jaar nam Moore echter het management over van de muziekavonden in The Bedford in Balham (Londen), waar hij een vergelijkbare livemuziekomgeving creëerde voor nieuw en gevestigd talent. In 2004 werd The Bedford gekozen tot 'Best Pub in the country', won tot tweemaal toe de 'best pub and club award' en werd tot 'pub of the year' uitgeroepen door de Evening Standard. Moore behoorde tot de eerste muziekpromotors die actief gebruik maakte van internet. Veel van de reguliere liveoptredens in de club (vier avonden per week) zijn op internet gratis via een webcam te volgen.
Van 2003 tot 2005 co-presenteerde Moore een programma op BBC London, waarin hij livemuzikanten naar de studio haalde en aandacht gaf aan nieuw talent.

## Recent
Vanaf 2005, nadat hij zich jarenlang had geconcentreerd op het clubmanagement, begon Moore opnieuw met het opnemen van eigen materiaal. Hij bracht in juli 2005 het solo-album Perfect and Beautiful uit, opgenomen in de Spere Studios in Londen. Vanaf 2006 werkte hij samen met Quirky Motion, voor het wekelijkse muziekprogramma Bedford Bandstand, dat hij presenteert, en dat tot doel heeft in iedere aflevering een opkomend nieuw talent aan een groter publiek te presenteren.
In maart 2006 toerde Moore door de Verenigde Staten, en recenter heeft hij ook door het Verenigd Koninkrijk getoerd. Ook opende hij in december 2006 een nieuwe club voor akoestische livemuziek, The Regal Room, eveneens in Londen. The Regal Room volgt dezelfde formule als vroeger The Kashmir Klub en The Bedford. Moore treedt regelmatig zelf op in de The Bedford en in The Regal Room.